# Öxarárfoss
Öxarárfoss är ett vattenfall i regionen Suðurland på Island. Det ligger i Þingvellir nationalpark och nära den plats där Alltinget sammanträdde för första gången. Platsen ligger 40 km öster om Reykjavik och 19 km väster om Laugarvatn.